# بوبي شيهان (لاعب هوكي الجليد)
بوبي شيهان (بالإنجليزية: Bobby Sheehan)‏ هو لاعب هوكي الجليد أمريكي، ولد في 11 يناير 1949 في وايمث في المملكة المتحدة.

## وصلات خارجية
- بوبي شيهان على موقع دوري الهوكي الوطني (الإنجليزية)
- بوبي شيهان على موقع قاعة مشاهير الهوكي (لاعب أن.إتش.أل) (الإنجليزية)
- بوبي شيهان على موقع EliteProspects.com (الإنجليزية)
- بوبي شيهان على موقع HockeyDB.com (الإنجليزية)
- بوبي شيهان على موقع Hockey-Reference.com (الإنجليزية)